# Elina Gustafsson
Elina Gustafsson (ur. 6 lutego 1992 r. w Pori) – fińska bokserka, brązowa medalistka mistrzostw świata, mistrzyni Europy. Występowała w kategoriach od 64 do 75 kg.
Pierwszy brązowy medal mistrzostw świata zdobyła w 2016 roku w Astanie. W półfinale przegrała z Chinką Gu Hong 0:2. Wcześniej w ćwierćfinale pokonała Rosjankę Saadatę Abdulajewę i w 1/8 finału Litwinkę Rutę Sutkutę.
Dwa lata później na mistrzostwach Europy w Sofii zdobyła tytuł mistrzyni Europy w kategorii do 69 kg. W pierwszej rundzie wygrała z Karoliną Koszewską-Łukasik. Ćwierćfinał wygrała z Czeszką Martiną Schmoranzovą, zaś w półfinale okazała się lepsza od Włoszki Assunty Canfory. W finałowej walce pokonała Rosjankę Jarosławę Jakuszinę 1:4.